# Morris Ankrum
Morris Ankrum, nato Stephen Morris Nussbaum (Danville, 28 agosto 1897 – Pasadena, 2 settembre 1964), è stato un attore statunitense.
Ha recitato in oltre 170 film dal 1933 al 1965 ed è apparso in 90 produzioni televisive dal 1951 al 1964. È stato accreditato anche con i nomi Morrie Ankrum, Morri Ankrum e Stephen Morris.

## Biografia
Morris Ankrum nacque a Danville, in Illinois, il 28 agosto 1897. Dopo una laurea in legge, divenne professore associato di economia presso l'Università della California. Qui venne coinvolto nelle rappresentazioni teatrali della facoltà e prese parte ad alcune produzioni nella Pasadena Playhouse. Dal 1923 al 1939, recitò in diversi produzioni teatrali a Broadway. Prima di firmare con la Paramount Pictures nel 1930, Nussbaum aveva già cambiato il suo cognome in Ankrum. Dopo aver firmato con lo studio, scelse poi di utilizzare il nome "Stephen Morris" prima di cambiarlo definitivamente in Morris Ankrum nel 1939.
Per la televisione, interpretò, tra gli altri, il ruolo del giudice in 22 episodi della serie televisiva Perry Mason dal 1957 al 1964 e numerosi altri personaggi secondari o ruoli da guest star come attore caratterista in molti episodi di serie televisive dagli anni 50 alla prima metà degli anni 60.
Per il cinema interpretò film di genere western o film di fantascienza di serie B, dando vita a personaggi duri o autoritari, come ufficiali militari, scienziati o giudici. Interpretò, tra gli altri, i ruoli di Dean Griswold nel film Good News (1947), del generale Ramirez in Vera Cruz (1954) e del dottor Albert Stern nel film Kronos il conquistatore dell'universo (1957).
La sua ultima apparizione sul piccolo schermo avvenne nell'episodio The Infernal Triangle della serie televisiva Destry, andato in onda il 1º maggio 1964, che lo vide nel ruolo di un uomo anziano, mentre per il grande schermo l'ultima interpretazione risale al film Il californiano (1965), in cui interpretò Ray Macklin.
Morì a Pasadena, in California, il 2 settembre 1964 e fu seppellito allo Spring Hill Cemetery and Mausoleum di Danville.

## Filmografia

### Cinema
- Notturno viennese (Reunion in Vienna), regia di Sidney Franklin (1933)
- Il trionfo della vita (Stand Up and Cheer!), regia di Hamilton MacFadden (1934)
- Hopalong Cassidy Returns, regia di Nate Watt (1936)
- L'agguato (Trail Dust) regia di Nate Watt (1936)
- Borderland, regia di Nate Watt (1937)
- Giustizia per gli indios (Hills of Old Wyoming) regia di Nate Watt (1937)
- North of the Rio Grande, regia di Nate Watt (1937)
- Rustlers' Valley, regia di Nate Watt (1937)
- The Showdown, regia di Howard Bretherton (1940)
- The Light of Western Stars (1940)
- Buck Benny Rides Again (1940)
- Knights of the Range (1940)
- Cherokee Strip (1940)
- Three Men from Texas (1940)
- Doomed Caravan (1941)
- Tutta una vita (Cheers for Miss Bishop) (1941)
- The Roundup (1941)
- In Old Colorado (1941)
- Border Vigilantes (1941)
- Pirates on Horseback (1941)
- Città di avventurieri (Wide Open Town) (1941)
- L'ultimo duello (This Woman Is Mine) (1941)
- The Bandit Trail (1941)
- Situazione pericolosa (I Wake Up Screaming) regia di Bruce H. Humberstone (1941)
- Road Agent (1941)
- Gianni e Pinotto tra i cowboys (Ride 'Em Cowboy) (1942)
- Condannatemi se vi riesce! (Roxie Hart) (1942)
- I cavalieri azzurri (Ten Gentlemen from West Point) (1942)
- Destino (Tales of Manhattan) (1942)
- The Loves of Edgar Allan Poe, regia di Harry Lachman (1942)
- The Omaha Trail (1942)
- Michael Shayne e le false monete (Time to Kill) (1942)
- La grande fiamma (Reunion in France) (1942)
- Tennessee Johnson (1942)
- La commedia umana (The Human Comedy) (1943)
- Il segreto del golfo (Assignment in Brittany) (1943)
- Dixie Dugan (1943)
- Best Foot Forward (1943)
- Vogliamo dimagrire (Let's Face It) (1943)
- Il signore in marsina (I Dood It) (1943)
- Swing Fever, regia di Tim Whelan (1943)
- La croce di Lorena (The Cross of Lorraine) (1943)
- Whistling in Brooklyn (1943)
- See Here, Private Hargrove (1944)
- Crepi l'astrologo (The Heavenly Body) (1944)
- Rationing (1944)
- Main Street Today (1944)
- Radio Bugs (1944)
- Important Business (1944)
- Meet the People (1944)
- Kismet (1944)
- Il matrimonio è un affare privato (Marriage Is a Private Affair) (1944)
- L'avventuriero della città d'oro (Barbary Coast Gent) (1944)
- Return from Nowhere (1944)
- Missione segreta (Thirty Seconds Over Tokyo) (1944)
- Dark Shadows (1944)
- Gentle Annie (1944)
- L'uomo ombra torna a casa (The Thin Man Goes Home) (1945)
- Phantoms, Inc. (1945)
- The Hidden Eye (1945)
- Purity Squad (1945)
- Avventura (Adventure) (1945)
- Le ragazze di Harvey (The Harvey Girls) (1946)
- Anni verdi (The Green Years) (1946)
- Il postino suona sempre due volte (The Postman Always Rings Twice) (1946)
- Il coraggio di Lassie (Courage of Lassie) (1946)
- The Cockeyed Miracle (1946)
- Tragico segreto (Undercurrent) (1946)
- L'invincibile Mc Gurk (The Mighty McGurk) (1947)
- A Really Important Person (1947)
- Una donna nel lago (Lady in the Lake) (1947)
- Il mare d'erba (The Sea of Grass) (1947)
- Una donna in cerca di brividi (Undercover Maisie) (1947)
- La mamma non torna più (Little Mister Jim) (1947)
- Il canto dell'uomo ombra (Song of the Thin Man) (1947)
- Cinzia (Cynthia) (1947)
- Merton of the Movies (1947)
- Desiderami (Desire Me) (1947)
- Good News (1947)
- La muraglia delle tenebre (High Wall) (1947)
- Gentiluomo ma non troppo (Alias a Gentleman) (1948)
- Souvenirs of Death (1948)
- Fighting Back (1948)
- The Fabulous Fraud (1948)
- La telefonista della Casa Bianca (For the Love of Mary) (1948)
- Giovanna d'Arco (Joan of Arc) (1948)
- I banditi della città fantasma (Bad Men of Tombstone) (1949)
- Stanotte sorgerà il sole (We Were Strangers) (1949)
- Gli amanti della città sepolta (Colorado Territory) (1949)
- La fonte meravigliosa (The Fountainhead) (1949)
- Furia dei tropici (Slattery's Hurricane) (1949)
- Assalto al cielo (Chain Lightning), regia di Stuart Heisler (1950)
- Guerra di sessi (Borderline) (1950)
- I dannati non piangono (The Damned Don't Cry) (1950)
- Il diritto di uccidere (In a Lonely Place) (1950)
- Destinazione Luna (Rocketship X-M) (1950)
- Il segreto del carcerato (Southside 1-1000) (1950)
- Una manciata d'odio (Short Grass) (1950)
- Il messaggio del rinnegato (The Redhead and the Cowboy) (1951)
- Artiglio insanguinato (The Lion Hunters) (1951)
- Sabbie rosse (Along the Great Divide) (1951)
- La legge del mare (Fighting Coast Guard) (1951)
- Gli uomini perdonano (Tomorrow Is Another Day) (1951)
- Volo su Marte (Flight to Mars) (1951)
- L'avventuriera di tangeri (My Favorite Spy) (1951)
- Il passo di Forte Osage (Fort Osage) (1952)
- Gli ammutinati dell'Atlantico (Mutiny) (1952)
- Red Planet Mars (1952)
- And Now Tomorrow, regia di William Watson (1952)
- Three for Bedroom C (1952)
- Il figlio di Alì Babà (Son of Ali Baba) (1952)
- La grande sparatoria (The Raiders) (1952)
- Perdonami se mi ami (Because of You) (1952)
- La valanga dei sioux (Hiawatha) (1952)
- La meticcia di Sacramento (The Man Behind the Gun) (1953)
- La pattuglia delle giubbe rosse (Fort Vengeance) (1953)
- Gli invasori spaziali (Invaders from Mars) (1953)
- Arena (1953)
- L'inferno di Yuma (Devil's Canyon) (1953)
- Sky Commando (1953)
- Mexican Manhunt (1953)
- Notturno selvaggio (The Moonlighter) (1953)
- Operazione Corea (Flight Nurse) (1953)
- Tre ragazzi del Texas (Three Young Texans), regia di Henry Levin (1954)
- Il figlio di Kociss (Taza, Son of Cochise), regia di Douglas Sirk (1954)
- Pionieri della California (Southwest Passage), regia di Ray Nazarro (1954)
- La fortezza dei tiranni (The Saracen Blade), regia di William Castle (1954)
- La campana ha suonato (Silver Lode) (1954)
- Al di là del fiume (Drums Across the River) (1954)
- The Outlaw Stallion (1954)
- L'ultimo Apache (Apache) (1954)
- Two Guns and a Badge (1954)
- La regina del Far West (Cattle Queen of Montana) (1954)
- Vera Cruz (1954)
- The Steel Cage (1954)
- The Little Lamb: A Christmas Story (1955)
- Un napoletano nel Far West (Many Rivers to Cross) (1955)
- Annibale e la vestale (Jupiter's Darling) (1955)
- I sanguinari (Crashout) (1955)
- Sfida a Green Valley (The Silver Star) (1955)
- Furia indiana (Chief Crazy Horse) (1955)
- Bandiera di combattimento (The Eternal Sea) (1955)
- Alamo (The Last Command) (1955)
- La jungla dei temerari (Tennessee's Partner) (1955)
- Squadra criminale: caso 24 (No Man's Woman) (1955)
- I rapinatori del passo (Fury at Gunsight Pass) (1956)
- When Gangland Strikes (1956)
- Quincannon, Frontier Scout (1956)
- Down Liberty Road (1956)
- La Terra contro i dischi volanti (Earth vs. the Flying Saucers) (1956)
- La terra degli Apaches (Walk the Proud Land) (1956)
- Il diabolico avventuriero (Death of a Scoundrel) (1956)
- Il tesoro degli aztechi (Naked Gun) (1956)
- The Desperados Are in Town (1956)
- Drango (1957)
- I quattro cavalieri del terrore (Hell's Crossroads) (1957)
- Il segreto di Mora Tau (Zombies of Mora Tau) (1957)
- Kronos il conquistatore dell'universo (Kronos) (1957)
- Beginning of the End (1957)
- Il mostro dei cieli (The Giant Claw) (1957)
- Le avventure e gli amori di Omar Khayyam (Omar Khayyam) (1957)
- Half Human: The Story of the Abominable Snowman (1958)
- The Power of the Resurrection (1958)
- Giant from the Unknown (1958)
- Young and Wild (1958)
- How to Make a Monster (1958)
- I tre sceriffi (Badman's Country) (1958)
- Il capitano dei mari del sud (Twilight for the Gods) (1958)
- Curse of the Faceless Man (1958)
- La vendetta del tenente Brown (The Saga of Hemp Brown) (1958)
- I marines delle isole Salomone (Tarawa Beachhead) (1958)
- Dalla terra alla luna (From the Earth to the Moon) (1958)
- Lo sceriffo è solo (Frontier Gun) (1958)
- The Little Shepherd of Kingdom Come (1961)
- Most Dangerous Man Alive (1961)
- La torre di Londra (Tower of London) (1962)
- L'uomo dagli occhi a raggi X (X) regia di Roger Corman (1963)
- Il californiano (Guns of Diablo) regia di Boris Sagal (1965)

### Televisione
- Squadra mobile (Racket Squad) – serie TV, un episodio (1951)
- Fireside Theatre – serie TV, 2 episodi (1951-1953)
- The Amos 'n Andy Show – serie TV, un episodio (1951)
- Gruen Guild Playhouse – serie TV, un episodio (1951)
- Family Theatre – serie TV, 2 episodi (1952-1953)
- Hopalong Cassidy – serie TV, 2 episodi (1952-1954)
- Schlitz Playhouse of Stars – serie TV, 3 episodi (1953-1955)
- Cavalcade of America – serie TV, 3 episodi (1953-1957)
- City Detective – serie TV, un episodio (1953)
- Cowboy G-Men – serie TV, 3 episodi (1953)
- The Pepsi-Cola Playhouse – serie TV, un episodio (1953)
- I segreti della metropoli (Big Town) – serie TV, 3 episodi (1954-1955)
- For the Defense – film TV (1954)
- Letter to Loretta – serie TV, un episodio (1954)
- Studio 57 – serie TV, un episodio (1954)
- The Ford Television Theatre – serie TV, un episodio (1954)
- The Lone Wolf – serie TV, un episodio (1954)
- Four Star Playhouse – serie TV, 3 episodi (1955-1956)
- Scienza e fantasia (Science Fiction Theatre) – serie TV, 4 episodi (1955-1956)
- The Adventures of Rin Tin Tin – serie TV, 5 episodi (1955-1958)
- The Man Behind the Badge – serie TV, un episodio (1955)
- Dr. Harvey W. Wiley – film TV (1955)
- Stories of the Century – serie TV, un episodio (1955)
- It's a Great Life – serie TV, un episodio (1955)
- The Whistler – serie TV, episodio 1x28 (1955)
- The Public Defender – serie TV, un episodio (1955)
- Soldiers of Fortune – serie TV, un episodio (1955)
- Le leggendarie imprese di Wyatt Earp (The Life and Legend of Wyatt Earp) – serie TV, un episodio (1955)
- Climax! – serie TV, 3 episodi (1956-1958)
- Cheyenne – serie TV, 4 episodi (1956-1961)
- Chevron Hall of Stars – serie TV, un episodio (1956)
- Casablanca – serie TV, un episodio (1956)
- Lux Video Theatre – serie TV, un episodio (1956)
- Navy Log – serie TV, episodio 1x27 (1956)
- The George Burns and Gracie Allen Show – serie TV, un episodio (1956)
- TV Reader's Digest – serie TV, episodio 2x36 (1956)
- The Adventures of Dr. Fu Manchu – serie TV, un episodio (1956)
- You Are There – serie TV, un episodio (1956)
- Sugarfoot – serie TV, episodi 1x03-3x02 (1957-1959)
- Tombstone Territory – serie TV, 2 episodi (1957-1959)
- Maverick – serie TV, 2 episodi (1957-1960)
- Tales of Wells Fargo – serie TV, 2 episodi (1957-1961)
- Perry Mason – serie TV, 22 episodi (1957-1964)
- The Gray Ghost – serie TV, episodio 1x26 (1957)
- Official Detective – serie TV, un episodio (1957)
- Avventure in elicottero (Whirlybirds) – serie TV, un episodio (1957)
- The 20th Century-Fox Hour – serie TV, episodio 2x09 (1957)
- Telephone Time – serie TV, episodio 2x20 (1957)
- Lassie – serie TV, un episodio (1957)
- 77º Lancieri del Bengala (Tales of the 77th Bengal Lancers) – serie TV, episodio 1x17 (1957)
- Wire Service – serie TV, episodio 1x23 (1957)
- Sheriff of Cochise – serie TV, un episodio (1957)
- On Trial – serie TV, 2 episodi (1957)
- The Adventures of Jim Bowie – serie TV, 2 episodi (1957)
- Boots and Saddles – serie TV, un episodio (1957)
- General Electric Theater – serie TV, episodio 6x03 (1957)
- Tales of the Texas Rangers – serie TV, un episodio (1957)
- L'uomo ombra (The Thin Man) – serie TV, episodio 1x09 (1957)
- Il tenente Ballinger (M Squad) – serie TV, 4 episodi (1957)
- Mackenzie's Raiders – serie TV, 12 episodi (1958-1959)
- Bronco – serie TV, 5 episodi (1958-1961)
- The Veil – miniserie TV (1958)
- Avventure in fondo al mare (Sea Hunt) – serie TV, un episodio (1958)
- Target – serie TV, episodio 1x03 (1958)
- Alcoa Theatre – serie TV, un episodio (1958)
- Have Gun - Will Travel – serie TV, episodio 1x36 (1958)
- Carovane verso il west (Wagon Train) – serie TV, un episodio (1958)
- 26 Men – serie TV, episodi 2x11-2x13 (1958)
- U.S. Marshal – serie TV, un episodio (1958)
- The Red Skelton Show – serie TV, 3 episodi (1959-1961)
- Gli uomini della prateria (Rawhide) – serie TV, 2 episodi (1959-1961)
- The Rifleman – serie TV, 2 episodi (1959-1961)
- Cimarron City – serie TV, episodio 1x14 (1959)
- Northwest Passage – serie TV, un episodio (1959)
- Frontier Doctor – serie TV, un episodio (1959)
- Union Pacific – serie TV, un episodio (1959)
- Death Valley Days – serie TV, un episodio (1959)
- Lawman – serie TV, un episodio (1959)
- Bat Masterson – serie TV, un episodio (1959)
- Markham – serie TV, un episodio (1959)
- Avventure lungo il fiume (Riverboat) – serie TV, un episodio (1959)
- The Man from Blackhawk – serie TV, un episodio (1960)
- The Texan – serie TV, episodio 2x21 (1960)
- Gunsmoke – serie TV, episodio 5x36 (1960)
- Dennis the Menace – serie TV, un episodio (1960)
- The Barbara Stanwyck Show – serie TV, un episodio (1961)
- Bonanza – serie TV, un episodio (1962)
- The Crisis (Kraft Suspense Theatre) – serie TV, un episodio (1964)
- Destry – serie TV, un episodio (1964)

## Doppiatori italiani
- Amilcare Pettinelli in Stanotte sorgerà il sole, I dannati non piangono, RX-M destinazione Luna, Tre ragazzi del Texas, La jungla dei temerari, Kronos, il conquistatore dell'universo, Le avventure e gli amori di Omar Khayyam
- Luigi Pavese in Desiderami, La telefonista della Casa Bianca, La Terra contro i dischi volanti, La terra degli apaches
- Manlio Busoni in La fonte meravigliosa, Gli ammutinati dell'Atlantico, La pattuglia delle giubbe rosse, La vendetta del tenente Brown
- Lauro Gazzolo in Assalto al cielo, La grande sparatoria, Il figlio di Kociss, Vera Cruz
- Bruno Persa in Gianni e Pinotto tra i cowboys, Bandiera di combattimento
- Gaetano Verna in Cinzia, Il messaggio del rinnegato
- Giorgio Capecchi in Perdonami, se mi ami, La meticcia di Sacramento
- Augusto Marcacci in L'ultimo apache, La regina del Far West
- Nino Bonanni in Anni verdi
- Alberto Sordi in Giovanna d'Arco
- Cesare Polacco in Gli amanti della città sepolta
- Sandro Ruffini in Sabbie rosse
- Gualtiero De Angelis in La campana ha suonato
- Mario Pisu in Al di là del fiume
- Cesare Fantoni in Il diabolico avventuriero
- Gianrico Tedeschi in Gli invasori spaziali